# Hesiqui Taquígraf
Hesiqui Taquígraf (en llatí Hesychius Tachygraphus, en grec antic Ἡσύχιος ταχυγράφος) fou un escriptor grec que, segons Jordi Codí, va viure en temps de Constantí I el Gran a començaments del segle iv. De vegades se'l va confondre amb Hesiqui de Milet. Els seus escrits es van caracteritzar per prioritzar la velocitat sobre la bellesa, i feia ús d'abreviatures i altres mètodes de simplificació, d'on li va venir el seu nom.